# 拉伊铁路
拉伊铁路（拉各斯－伊巴丹铁路）是拉卡铁路的一部分，干线长约157公里，连接了奈及利亞经济中心拉各斯和西南部工业重镇伊巴丹，设计时速150公里，沿线设10座车站，投资1.5亿美元，由中国铁建所属的中国土木工程集团有限公司承建，2017年3月开工，2020年12月开始载客试运行，2021年1月前完成了支线铺通工作，2021年6月10日正式开通运营，成为西非首条现代化双线标准轨铁路和非洲建成的最长双线标准轨铁路。

## 建设历程
2006年8月，尼日利亚政府宣布计划用25年完成铁路现代化改造。同年10月，中国土木工程集团与尼日利亚政府签署协议，承建拉卡铁路现代化项目，项目南起拉各斯，途经首都阿布贾，北至卡诺，全长1315公里。然而，受尼日利亚政府换届和资金短缺等因素影响，拉卡项目合同签署后项目被迫搁置，中国政府因此提供部分优惠贷款，项目分段实施。
2017年3月，拉伊铁路正式开工。建设初期，既有的窄轨铁路与新建轨道线位存在冲突，既有资料不能全面反映计划修建轨道线地表下的管道分布和产权归属，为此项目建设方与尼日利亚方面沟通后，决定分段新建窄轨，并及时将新建窄轨与既有窄轨连通，减少对既有窄轨线路运营的影响；同时，项目建设方还邀请产权单位到场指导，并使用雷达扫描和人工挖探相结合的方式，逐一摸清地下管线并转移。
2020年12月，拉伊铁路开始载客试运行。2021年1月前完成了7公里的港口支线铺通工作。

## 运营

### 首发仪式
2021年6月10日11时28分，尼日利亚总统布哈里和中国驻尼日利亚大使崔建春在通车仪式上致辞，首发列车列车缓缓驶出拉各斯市埃布特梅塔地区的莫博拉吉·约翰逊站，前往尼最大港口阿帕帕港。

### 列车

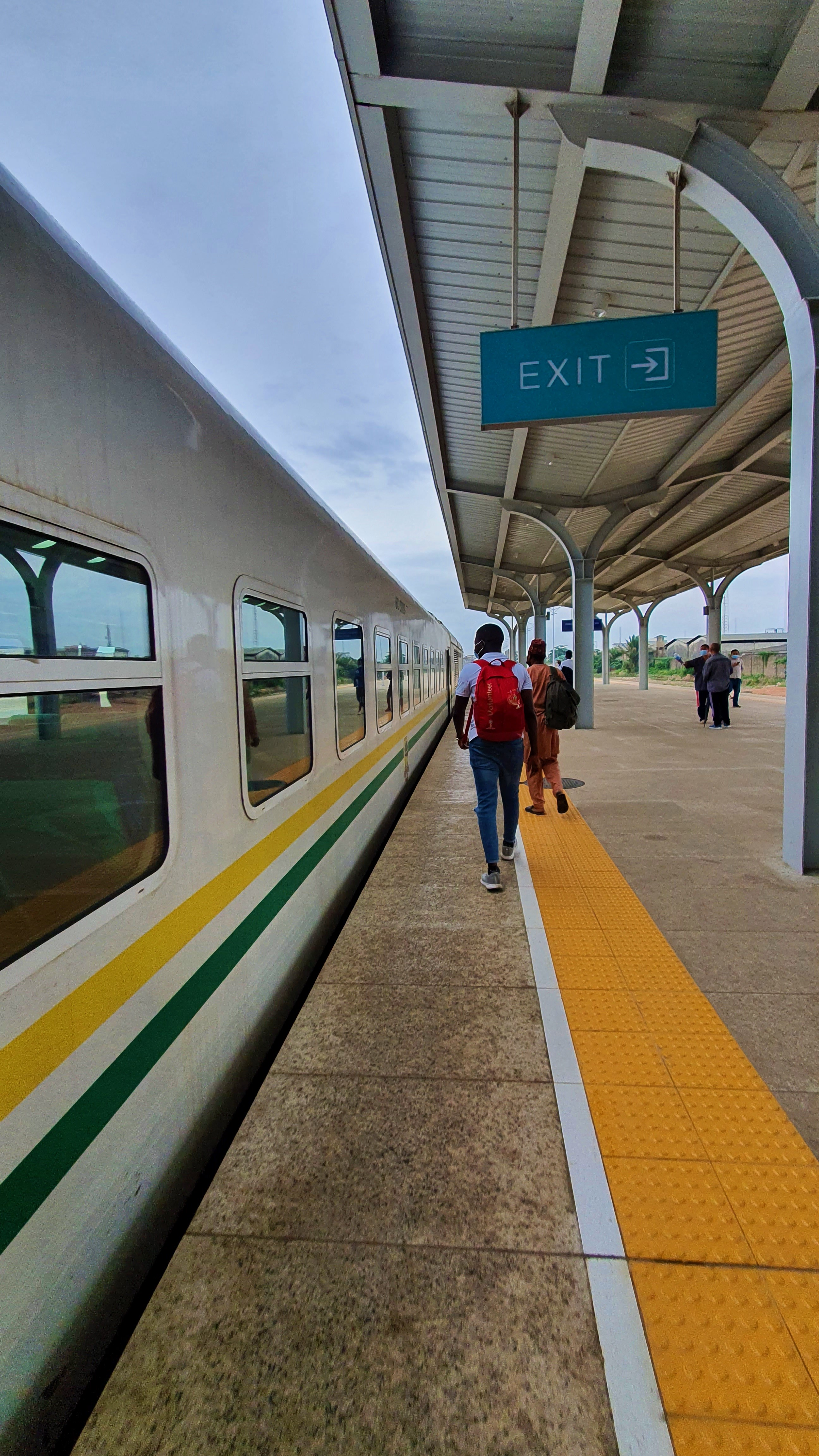
列车停靠伊巴丹

拉伊铁路上运营的客运列车大部分分为机辆列车和动车组列车两种。其中，机辆列车的机车部分使用中车戚墅堰出口至尼日利亚的DF11GN型内燃机车，或中车大连的CDD3B1型内燃机车牵引，客车部分采用中车唐山制造的国产25T改造型拖车；动车组列车为NDJ3N或SDJ6型机车，配合国产25T改造型客车组成的的动力集中式内燃动车组所担当。
拉伊铁路上运营的货运列车的内燃机车以中车戚墅堰的DF8BN为主。

## 评价
2021年6月，尼日利亚新闻文化部长赖伊·穆罕默德接受记者采访时表示，“尼日利亚用35年才完成阿焦库塔至伊塔佩铁路约326公里的建设。但是在与中方合作不到4年的时间，就完成了拉各斯到伊巴丹156公里的“双线标准”铁路建设，人们可以在2小时内从拉各斯到达伊巴丹，安全又舒适。”拉伊铁路等基础设施在几十年后仍然会推动尼日利亚发展，是经济发展的支柱。